# Lou Marsh (Sportler)

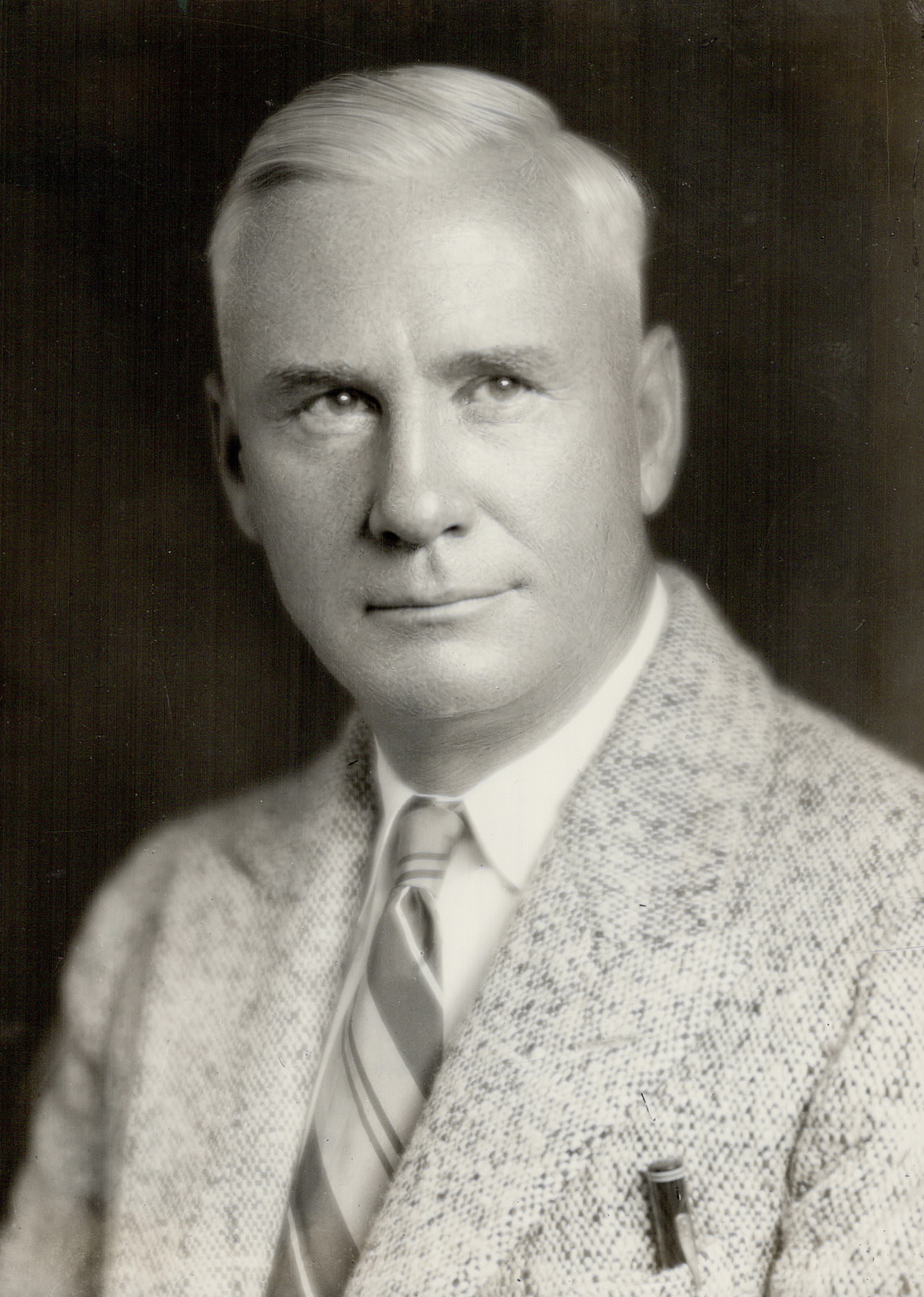
Lou Marsh

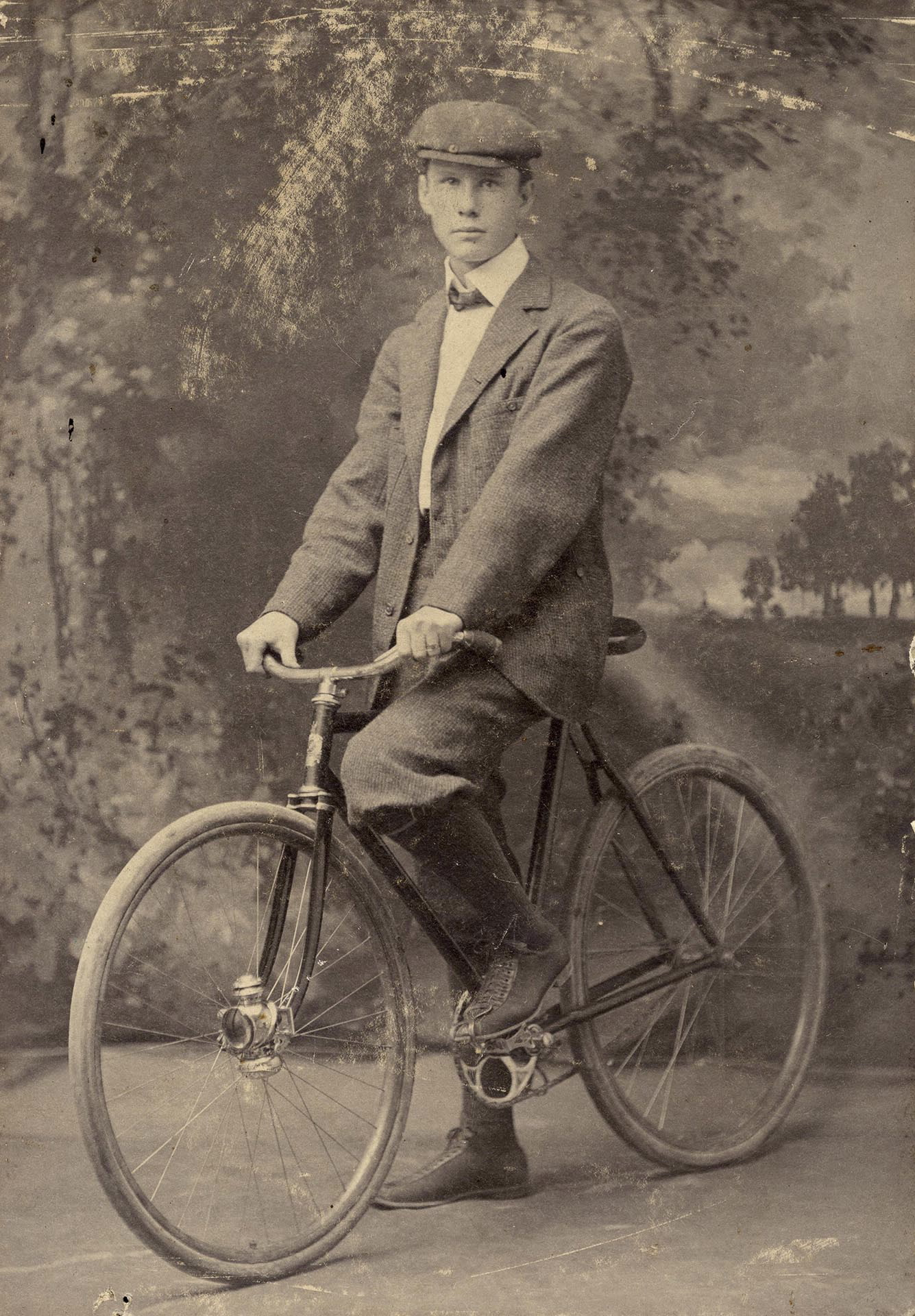
Marsh in den 1890er

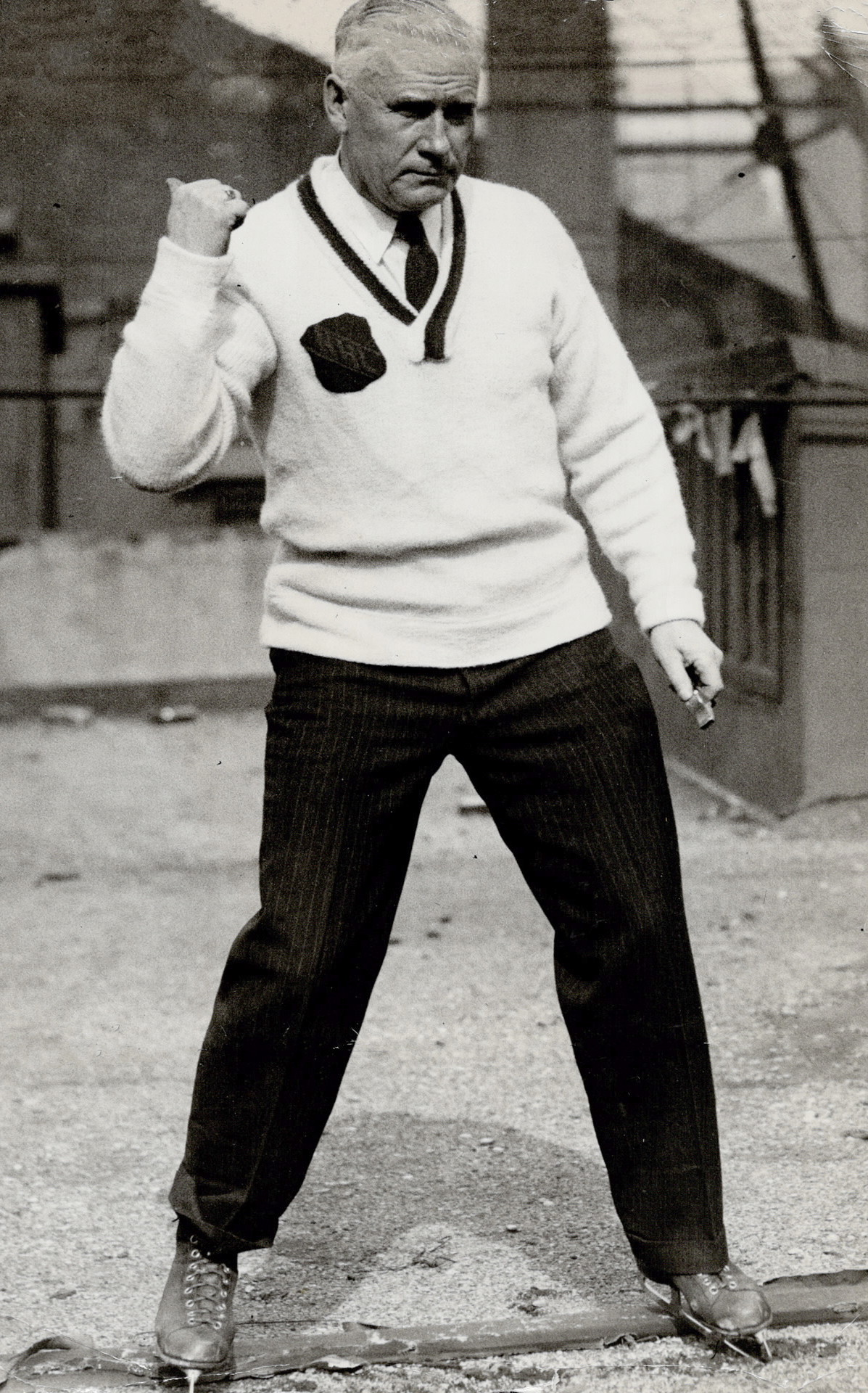
Marsh in der NHL referee uniform

Lewis Edwin "Lou" Marsh (* 17. Februar 1879 in Campbellford, Ontario; † 4. März 1936) war ein kanadischer Sportler, Schiedsrichter und Pionier des Sportjournalismus in Kanada. Er arbeitete 43 Jahre lang beim Toronto Star.

## Leben
Marsh lebte bis zu seinem neunten Lebensjahr in Campbellford. Danach zogen seine Eltern nach Toronto, Ontario. Mit 14 Jahren meldete er sich aufgrund einer Anzeige beim „Toronto Star“, der im Jahr zuvor gegründet wurde. Über viele Jahre schrieb er die Kolumne „With Pick and Shovel“. Von 1931 bis 1936 war er Sportredakteur.
Anfangs betrieb Marsh den Segelsport. Im Alter von 21 Jahren spielte er Rugby und Canadian Football bei den Toronto Argonauts.
Marsh war einer der besten Box- und Hockeyschiedsrichter seiner Zeit. Er arbeitete auch als Schiedsrichter im Professional wrestling und in der National Hockey League.
Während des Ersten Weltkrieges war Marsh Offizier der Canadian Expeditionary Force. Zeitweise war er in Frankreich, kehrte aber aufgrund von Herzproblemen nach Kanada zurück. Er erreichte den Rang eines Major.
Auf Rat seiner Ärzte arbeitete er nicht mehr als Schiedsrichter und leitete 1929 sein letztes Spiel bei den NHL-Playoffs.
1931 trat er die Nachfolge von Hewitt als Leiter der Sportredaktion an.
Marsh starb 1936. Am Tag nach seinem Tod widmete der „Toronto Star“ ihm elf Seiten einer Berichterstattung über sein Leben und seine Leistungen. Im gleichen Jahr wurde auch die Lou Marsh Trophy ins Leben gerufen und nach ihm benannt.
Er ist auf dem Park Lawn Cemetery in Toronto bestattet.